# Stev Theloke
Stev Theloke (* 18. Januar 1978 in Karl-Marx-Stadt) ist ein ehemaliger deutscher Schwimmer.
Thelokes Hauptlage war das Rückenschwimmen, in dem er in der Zeit vor den großen Erfolgen von Thomas Rupprath und Helge Meeuw einer der schnellsten Schwimmer Europas war. In die Schlagzeilen geriet er 2005, als er nach seiner Kritik am Deutschen Schwimm-Verband aus der deutschen Nationalmannschaft und von den Schwimmweltmeisterschaften 2005 in Montréal ausgeschlossen wurde. Theloke startet für den Schwimmclub Chemnitz, trainiert und lebt nach kurzem Aufenthalt von drei Jahren in Berlin wieder in Chemnitz.
Für den Gewinn der Bronzemedaille bei den Olympischen Sommerspielen 2000 in Sydney wurde er von Bundespräsident Johannes Rau am 2. Februar 2001 – zusammen mit allen anderen deutschen Medaillengewinnern – mit dem Silbernen Lorbeerblatt ausgezeichnet.
2020 wurde bei ihm Krebs diagnostiziert. Dabei handelte es sich um ein Weichteilsarkom im rechten Oberschenkel, welches operativ entfernt werden konnte.

## Erfolge
- 19 deutsche Meisterschaften 1994–2005 (50, 100, 200 Meter Rücken, 100 Meter Lagen)
- Bronzemedaille bei den Weltmeisterschaften 1998 in Perth über 200 Meter Rücken
- Kurzbahneuropameister 1999 in Lissabon über 100 Meter Rücken
- Europameister 1999 in Istanbul über 50 und 100 Meter Rücken, Silbermedaille mit der 4-mal-100-Meter-Lagenstaffel
- Europameister 2000 in Helsinki über 50 Meter Rücken
- Bronzemedaillen bei den Olympischen Spielen 2000 in Sydney über 100 Meter Rücken und mit der deutschen 4-mal-100-Meter-Lagenstaffel
- Kurzbahneuropameister 2001 in Antwerpen über 50 Meter Rücken und mit der 4-mal-100-Meter-Lagenstaffel, Silbermedaille über 100 Meter Rücken
- Europameister 2002 in Berlin über 100 Meter Rücken, Silbermedaille mit der 4-mal-100-Meter-Lagenstaffel, Bronzemedaille über 50 Meter Rücken
- Europameister 2004 in Madrid über 50 Meter Rücken, Bronzemedaille über 100 Meter Rücken